# SBS 10 뉴스
《SBS 10 뉴스》(SBS 10 NEWS)는 SBS TV에서 매주 평일 오전 9시 55분에 방송 중인 뉴스 프로그램이다.

## 개요
- SBS 10시 뉴스로 읽는다.
- NEXT 멘트는 SBS 10시 뉴스로 읽고 앵커 멘트는 SBS 뉴스로 읽는다.

## 방송 시간
- 현재 방송 시간은 2021년 10월 4일부터 기준으로 한다.

| 방송 채널 | 방송 기간                           | 방송 시간                                        |
| --------- | ----------------------------------- | ------------------------------------------------ |
| SBS TV    | 1996년 3월 4일 ~ 1996년 10월 11일   | 월요일 ~ 토요일 오전 10시 ~ 10시 10분 (10분)     |
| SBS TV    | 1996년 10월 14일 ~ 1997년 3월 1일   | 월요일 ~ 토요일 오전 10시 10분 ~ 10시 15분 (5분) |
| SBS TV    | 1997년 3월 3일 ~ 1997년 4월 19일    | 월요일 ~ 토요일 오전 9시 5분 ~ 9시 10분 (5분)    |
| SBS TV    | 1997년 4월 21일 ~ 1997년 5월 17일   | 월요일 ~ 토요일 오전 9시 5분 ~ 9시 15분 (10분)   |
| SBS TV    | 1997년 6월 30일 ~ 1997년 10월 25일  | 월요일 ~ 토요일 오전 9시 5분 ~ 9시 15분 (10분)   |
| SBS TV    | 1998년 1월 3일 ~ 1998년 4월 4일     | 월요일 ~ 토요일 오전 9시 5분 ~ 9시 15분 (10분)   |
| SBS TV    | 1997년 5월 19일 ~ 1997년 6월 28일   | 월요일 ~ 토요일 오전 9시 ~ 9시 10분 (10분)       |
| SBS TV    | 1997년 10월 27일 ~ 1998년 1월 3일   | 월요일 ~ 토요일 오전 9시 5분 ~ 9시 25분 (20분)   |
| SBS TV    | 2008년 12월 1일 ~ 2011년 10월 21일  | 평일 오전 10시 40분 ~ 11시 (20분)                |
| SBS TV    | 2011년 10월 24일 ~ 2014년 10월 24일 | 평일 오전 10시 30분 ~ 11시 (30분)                |
| SBS TV    | 2014년 10월 27일 ~ 2015년 11월 20일 | 평일 오전 10시 ~ 10시 30분 (30분)                |
| SBS TV    | 2015년 11월 23일 ~ 2016년 2월 12일  | 평일 오전 10시 10분 ~ 10시 30분 (20분)           |
| SBS TV    | 2018년 6월 11일 ~ 2021년 10월 1일   | 평일 오전 10시 10분 ~ 10시 30분 (20분)           |
| SBS TV    | 2016년 2월 15일 ~ 2018년 6월 8일    | 평일 오전 10시 10분 ~ 10시 25분 (15분)           |
| SBS TV    | 2021년 10월 4일 ~ 현재              | 평일 오전 9시 55분 ~ 10시 30분 (35분)            |

## 앵커
- 현재 앵커 중 남성은 2020년 12월 14일부터 기준으로 하고 여성은 2025년 6월 30일부터를 기준으로 한다.

### 남성
| 대수 | 진행자                    | 진행 기간                           | 비고        |
| ---- | ------------------------- | ----------------------------------- | ----------- |
| 1대  | 신용철 아나운서팀 부국장  | 2008년 12월 1일 ~ 2009년 4월 24일   |             |
| 2대  | 박광범 아나운서팀 부장    | 2009년 4월 27일 ~ 2010년 3월 8일    |             |
| 3대  | 신용철 아나운서팀 부국장  | 2010년 3월 9일 ~ 2014년 11월 7일    | [ 3 ] [ 4 ] |
| 4대  | 손범규 前 아나운서팀 부장 | 2014년 11월 10일 ~ 2020년 10월 16일 | [ 5 ]       |
| 5대  | 염용석 아나운서팀 부장    | 2020년 10월 19일 ~ 2020년 12월 11일 |             |
| 6대  | 정석문 아나운서           | 2020년 12월 14일 ~ 현재             | [ 7 ]       |

### 여성
| 대수 | 진행자                 | 진행 기간                           | 비고          |
| ---- | ---------------------- | ----------------------------------- | ------------- |
| 1대  | 윤지영 前 아나운서     | 2008년 12월 1일 ~ 2009년 10월 23일  |               |
| 2대  | 이현경 아나운서        | 2009년 10월 26일~ 2010년 3월 8일    |               |
| 3대  | 윤지영 前 아나운서     | 2010년 3월 9일 ~ 2010년 11월 26일   | [ 9 ]         |
| 4대  | 윤현진 아나운서        | 2010년 11월 29일 ~ 2010년 12월 31일 |               |
| 5대  | 이혜승 아나운서        | 2011년 1월 3일 ~ 2011년 3월 18일    |               |
| 6대  | 이윤아 아나운서        | 2011년 3월 21일 ~ 2011년 10월 7일   |               |
| 7대  | 윤소영 前 아나운서     | 2011년 10월 10일 ~ 2011년 12월 30일 |               |
| 8대  | 김주희 前 아나운서     | 2012년 1월 2일 ~ 2014년 8월 29일    |               |
| 9대  | 이병희 아나운서팀 차장 | 2014년 9월 1일 ~ 2016년 10월 21일   |               |
| 10대 | 최혜림 아나운서        | 2016년 10월 24일 ~ 2016년 12월 16일 |               |
| 11대 | 박은경 아나운서팀 차장 | 2016년 12월 19일 ~ 2016년 12월 30일 |               |
| 12대 | 이병희 아나운서팀 차장 | 2017년 1월 2일 ~ 2018년 5월 23일    | [ 13 ] [ 14 ] |
| 13대 | 이윤아 아나운서        | 2018년 5월 28일 ~ 2019년 8월 30일   | [ 15 ] [ 16 ] |
| 14대 | 박은경 아나운서팀 차장 | 2019년 9월 2일 ~ 2025년 6월 27일    | [ 18 ] [ 19 ] |
| 15대 | 이혜승 아나운서        | 2025년 6월 30일 ~ 현재              | [ 20 ]        |

## 코너
| 코너명       | 진행자                                                 |
| ------------ | ------------------------------------------------------ |
| 이 시각 증시 | 최민지 NH투자증권 아나운서, 신경민 NH투자증권 아나운서 |
| 날씨         | 안수진 기상 캐스터                                     |
| 클로징       | 정석문 아나운서, 이혜승 아나운서                       |

### 이 시각 증시
증권 시황 코너. 최민지 NH투자증권 아나운서, 신경민 NH투자증권 아나운서가 진행하며 《SBS 12 뉴스》, 《SBS 오 뉴스》에서도 공통으로 방송된다.

### 날씨
기상 정보 코너.

## 타이틀 변천사
- 현재 타이틀은 2021년 5월 17일부터 기준으로 한다.

| 기수 | 프로그램 타이틀 | 방송 기간                                                         |
| ---- | --------------- | ----------------------------------------------------------------- |
| 1기  | SBS 뉴스        | 1996년 3월 4일 ~ 1997년 10월 25일                                 |
| 2기  | SBS 뉴스타임    | 1997년 10월 27일 ~ 1998년 1월 3일                                 |
| 3기  | SBS 뉴스        | 1998년 1월 5일 ~ 1998년 4월 4일 2008년 12월 1일 ~ 2021년 5월 14일 |
| 4기  | SBS 10 뉴스     | 2021년 5월 17일 ~ 현재                                            |

## 지역 방송국 프로그램
- 오전 10시 15분부터 지역 뉴스를 방송·편성한다.
- kbc TV, JTV TV, JIBS TV는 지역 뉴스를 방송·편성하지 않고 본사 뉴스를 방송한다.
- KNN TV는 본사 수중계 없이 바로 지역 뉴스를 방송·편성한다.

| 방송 채널                            | 방송 권역                          | 프로그램            | 진행자 |
| ------------------------------------ | ---------------------------------- | ------------------- | ------ |
| G1 TV                                | 강원특별자치도                     | G1 뉴스 (1015)      | 박진형 |
| TJB TV                               | 대전광역시 세종특별자치시 충청남도 | TJB 뉴스 (1020)     | 유지수 |
| CJB TV(DMB에서는 대전 프로그램 편성) | 충청북도                           | CJB 뉴스 (1020)     | 최지현 |
| TBC TV                               | 대구광역시 경상북도                | TBC 뉴스 (1010)     | 김명미 |
| KNN TV                               | 부산광역시 경상남도                | KNN 뉴스와 생활경제 | 정희정 |
| ubc TV(DMB에서는 부산 프로그램 편성) | 울산광역시                         | ubc 뉴스투데이      | 이승재 |

## 결방
- 2024년 2월 12일 : 《덩치 서바이벌-먹찌빠 스페셜》, 《설날 특집 골 때리는 그녀들, 골림픽 (1부) (재방송)》 편성으로 인해 결방
- 2024년 2월 20일 : 《중계 방송 국회 교섭 단체 대표 연설 - 더불어민주당》 편성으로 인해 결방
- 2024년 2월 21일 : 《중계 방송 국회 교섭 단체 대표 연설 - 국민의힘》 편성으로 인해 결방
- 2024년 2월 22일 : 《중계 방송 제22대 국회의원 선거 공직 선거 정책 토론회》 편성으로 인해 결방
- 2024년 6월 6일 : 《중계 방송 제69회 현충일 추념식》 편성으로 인해 결방
- 2024년 11월 7일 : 《중계 방송 윤석열 대통령 대국민 담화 및 기자 회견》 편성으로 인해 결방
- 2024년 11월 12일 : 《창사 특집 SBS D포럼 2024》 편성으로 인해 결방
- 2025년 1월 1일 : 《신년 특선 영화 거래완료》 편성으로 인해 결방
- 2025년 1월 28일 ~ 2025년 1월 30일 : 설날로 인해 결방
- 2025년 3월 27일 : 《열린TV 시청자세상》 편성으로 인해 결방
- 2025년 8월 15일 : 《중계 방송 제80회 광복절 경축식》 편성으로 인해 결방

## 경쟁 프로그램
- KBS 뉴스 930 (KBS 1TV)
- 930 MBC 뉴스 (MBC TV)
- YTN 뉴스퀘어 10AM (YTN)
- 뉴스포커스 (연합뉴스TV)